# Edward Smith Deevey
Edward Smith Deevey junior (* 3. Dezember 1914 in Albany (New York); † 29. November 1988 in Gainesville, Florida) war ein US-amerikanischer Süßwasser-Ökologe, Palynologe und Paläo-Limnologe.
Deevey erhielt 1934 den Bachelor-Abschluss in Botanik an der Yale University (summa cum laude) und wurde dort 1938 bei George Evelyn Hutchinson in Zoologie promoviert (Typological succession in Connecticut lakes). Danach war er als Limnologie beschäftigt und war im Zweiten Weltkrieg Meeresbiologe am Woods Hole Institut, wobei er Arbeiten für die US Navy ausführte. 1946 war er wieder in Yale als Lecturer und später Professor. 1971 wurde er Professor am Florida State Museum of Natural History und an der University of Florida in Gainesville.
Er ist für die Untersuchung der Geschichte von Seen (Paläo-Limnologie) bekannt, wo er ein Pionier der Verwendung von Radiokarbon-Methoden zur Datierung war. Er war auch Wegbereiter auf anderen Gebieten wie quantitativer Palynologie, Biogeochemie und Kreislauf natürlicher Isotope, Systematik und Ökologie von Süßwasserplankton, Populationsdynamik und Verwendung von Sterbetafeln in der Ökologie.
Er versuchte aus der Seengeschichte Rückschlüsse auf das prähistorische Klima und die Umweltbedingungen zu ziehen, auch zum Beispiel in Hinblick auf den Untergang der Maya-Kultur. Er forschte in den Karstregionen Floridas und Guatemalas und auch in China (Provinz Yunnan in den 1980er Jahren). 1964/65 forschte er in den Sümpfen Neuseelands.
Er war Mitglied der National Academy of Sciences.

## Schriften
- Studies of Connecticut lake sediments. I. A postglacial climatic chronology for southern New England, Am. J. Sci., Band  237, 1939, S. 691–724
- Biogeography of the Pleistocene. Part I: Europe and North America, Bulletin Geological Society of America, Band 60, 1949, 1315–1416
- Late-glacial and postglacial pollen diagrams from Maine, Am. J. Sci., Band 249, 1951, S. 117–207.
- mit R. F. Flint: Radiocarbon dating of late-Pleistocene events, Am.J. Sci., Band  249, 1951, S. 257–300.
- mit M. W. Binford, T. L. Crisman: Paleolimnology: A historical perspective on lacustrine ecosystems. Annu. Rev. Ecol. Syst., Band  14, 1983, S. 255–286
- mit D. S. Rice, P. M. Rice, H. H. Vaughan, M. Brenner, M. S. Flannery: Mayan urbanism: Impact on a tropical karst environment, Science, Band  206, 1979, S. 298–306